# Perixestis eucephala
Perixestis eucephala är en fjärilsart som beskrevs av Turner 1902. Perixestis eucephala ingår i släktet Perixestis och familjen plattmalar. Inga underarter finns listade i Catalogue of Life.